# Amerikanska Samoa i olympiska sommarspelen 1992
Amerikanska Samoa deltog i de olympiska sommarspelen 1992 men ingen av landets deltagare erövrade någon medalj.

## Boxning
| Idrottare      | Gren            | Sextondelsfinal            | Åttondelsfinal          | Kvartsfinal          | Semifinal            | Final                |
| Idrottare      | Gren            | Motståndare Resultat       | Motståndare Resultat    | Motståndare Resultat | Motståndare Resultat | Motståndare Resultat |
| -------------- | --------------- | -------------------------- | ----------------------- | -------------------- | -------------------- | -------------------- |
| Maselino Masoe | Lätt mellanvikt | Nagashima (JPN) W (RSCI-3) | Hashim (IRQ) W (RSCH-1) | Mizsei (HUN) L 17-3  | Gick inte vidare     | Gick inte vidare     |
| Mika Masoe     | Lätt tungvikt   | bye                        | Wilson (GBR) L 12-8     | Gick inte vidare     | Gick inte vidare     | Gick inte vidare     |